# Port Hacking
Port Hacking (Tharawal: Deeban) ist ein offenes, von den Gezeiten dominiertes, überflutetes Ästuar und liegt im Süden von Sydney im Bundesstaat New South Wales in Australien, etwa 30 km südlich des Stadtkerns.

## Geografie
Port Hacking ist ein überflutetes Flusstal mit einer Wasserfläche von 11 km².
Es entspringt in den oberen Bereichen des Hacking River südlich von Helensburgh sowie in mehreren kleineren Bächen, darunter South West Arm, Bundeena Creek und The Basin. Der Fluss fließt überwiegend nach Osten, bis er an seiner Mündung in das Tasmanische Meer südlich von Cronulla und nordöstlich von Bundeena ins Meer mündet. Die Gezeitenwirkung endet am Wehr bei Audley im Royal-Nationalpark. Das untere Ästuar weist ein bedeutendes marines Delta auf, das sich im Laufe der Zeit flussaufwärts ausgedehnt hat. Es gibt außerdem ein ausgeprägtes fluviales (flussbedingtes) Delta des Hacking River bei Grays Point. Die beiden Deltas sind durch ein tiefes Becken getrennt.
Aufgrund des geringen industriellen Einflusses und der nur minimalen landwirtschaftlichen Einträge über den Hacking River wird die Wasserqualität als „äußerst gut“ eingestuft, und die ausgedehnten Gezeitenflächen bieten Lebensraum für Watvögel.

## Geschichte

### Geschichte der Aborigines
Mehr als 8000 Jahre vor 1840 besiedelten die Tharawal das Einzugsgebiet, wie zahlreiche Funde von Artefakten, Køkkenmødding, Felsgravuren und Höhlenmalereien belegen. In der Mitte des 19. Jahrhunderts war Muschelkalk im Distrikt Sydney als Baustoff sehr gefragt. Daher wurden große Mengen Schlamm und Austernfelsen aus dem Einzugsgebiet von Port Hacking entnommen, was zur Zerstörung vieler Stätten mit Muschelhaufen der Aborigines in der Region führte.

### Europäische Geschichte
Matthew Flinders und George Bass (zusammen mit Bassʼ Diener William „The Boy“ Martin) erkundeten das Gebiet Anfang April 1796. Sie nannten es Port Hacking nach Henry Hacking, dem Hauptwildjäger der Kolonie, der den Entdeckern erstmals von einem großen Fluss erzählte, den er bei seinen Kängurujagden im Landesinneren gesehen hatte. Einige Jahre nach der Namensgebung wurde Hacking wegen Mordes verurteilt, doch der Name blieb bestehen.